# 蔷薇果

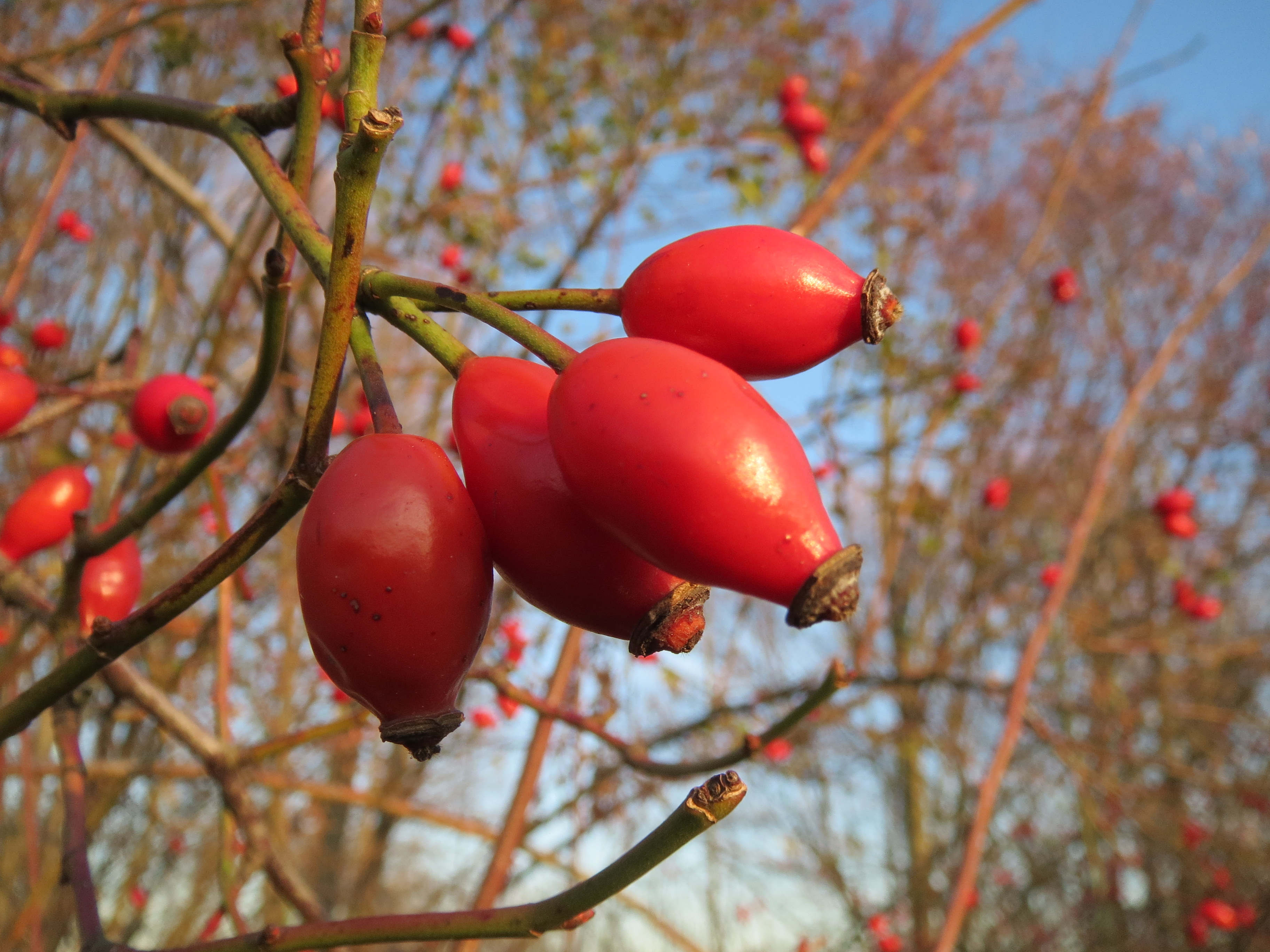
犬蔷薇之蔷薇果

蔷薇果是果实的一种类型，属于聚合果，常见于蔷薇科植物。蔷薇果由若干瘦果聚集着生于凹陷的花托中形成。聚合瘦果是与蔷薇果类似的另一类果实，它是由若干瘦果聚集着生于突起的花托表面形成的。薔薇果古稱營實，夏緯瑛《植物名釋札記》認為是“罃實”之訛，意為果實形如瓶罐。
与複果不同，蔷薇果和聚合瘦果是由一朵花的子房发育而成，在此类植物的花常常有离生心皮雌蕊，每枚雌蕊各自发育成一个相对独立的果实，最终形成聚集在一个花托上的聚合瘦果或蔷薇果。
蔷薇属植物的花托在果实成熟时保持肉质，其中玫瑰、缫丝花、金樱子、犬蔷薇等植物的蔷薇果可作水果生食或加工食用。

## 外部連結
- Welltura （页面存档备份，存于）－德國蔷薇果